# Kallichore (vệ tinh)
Kallichore /kəˈlɪkɒriː/, còn được gọi là Jupiter XLIV là một vệ tinh tự nhiên của Sao Mộc. Nó được một nhóm các nhà thiên văn học từ Đại học Hawaii do Scott S. Sheppard dẫn đầu phát hiện năm 2003. Nó được đặt tên tạm thời là S/2003 J 11.
Kallichore có đường kính khoảng 2 km, và quay trên quỹ đạo quanh Sao Mộc ở khoảng cách trung bình 23.112.000 km trong 717,806 ngày, có độ nghiêng 165° so với mặt phẳng hoàng đạo (164° so với xích đạo của Sao Mộc), với chuyển động chuyển động nghịch hành và độ lệch tâm là 0,2042.
Nó được đặt tên vào tháng 3 năm 2005 theo tên của nữ thần Kallichore.
Kallichore thuộc nhóm Carme, được tạo thành từ các vệ tinh dị hình chuyển động nghịch hành quanh Sao Mộc ở khoảng cách từ 23 đến 24 Gm và ở độ nghiêng khoảng 165°.